# Giulio Geroli
Mario Geroli, noto come Giulio Geroli (Venezia, 1º dicembre 1921 – Venezia, 27 gennaio 2012), è stato un cestista e allenatore di pallacanestro italiano.

## Carriera
È stato uno dei personaggi più rilevanti della storia della Reyer Venezia, società nella quale ha militato prima da cestista (dal 1946 al 1958) e poi da allenatore (dal 1956 al 1971; per due anni fu allenatore-giocatore). Il suo nome all'anagrafe era Mario, ma è sempre stato noto come Giulio.